# Franc Ksaver Meško

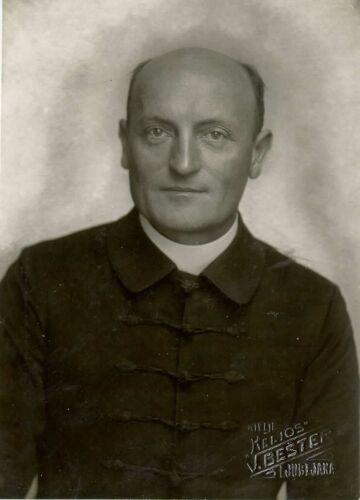
Franc Ksaver Meško, katholischer Priester * Slowenischer Schriftsteller und Dichter

Franc Ksaver Meško (* 28. Oktober 1874 Klučarovci bei Friedau, heute Ormož; † 11. Januar 1964 in Slovenj Gradec) war ein slowenischer katholischer Priester und Schriftsteller.

## Leben
Meško entstammte einer Bauernfamilie. Er besuchte die Unterstufe des Gymnasiums in Pettau, die Oberstufe in Cilli. Nach längerer Bedenkzeit entschied er sich für das Theologiestudium in Marburg und Klagenfurt, wo er 1898 zum Priester geweiht wurde. Er hatte Pfarrstellen u. a. in Sankt Kanzian am Klopeiner See und in Maria Gail in Kärnten inne. Während des Ersten Weltkrieges wurde er 1916 des Hochverrats beschuldigt und inhaftiert. Noch vor der Kärntner Volksabstimmung 1920 musste er aus Kärnten flüchten und kehrte danach nicht mehr zurück. Seit 1921 war Meško Pfarrer in Sele bei Slovenj Gradec. Zu Beginn des Zweiten Weltkrieges saß er erneut im Gefängnis, wurde dann aber 1941 nach Kroatien abgeschoben. Nach Aufenthalten in Bosnien und in Belgrad kehrte er nach Slowenien zurück in das Zisterzienserkloster Stična. Von 1945 bis zu seinem Tod lebte er wieder in Sele.

## Werke

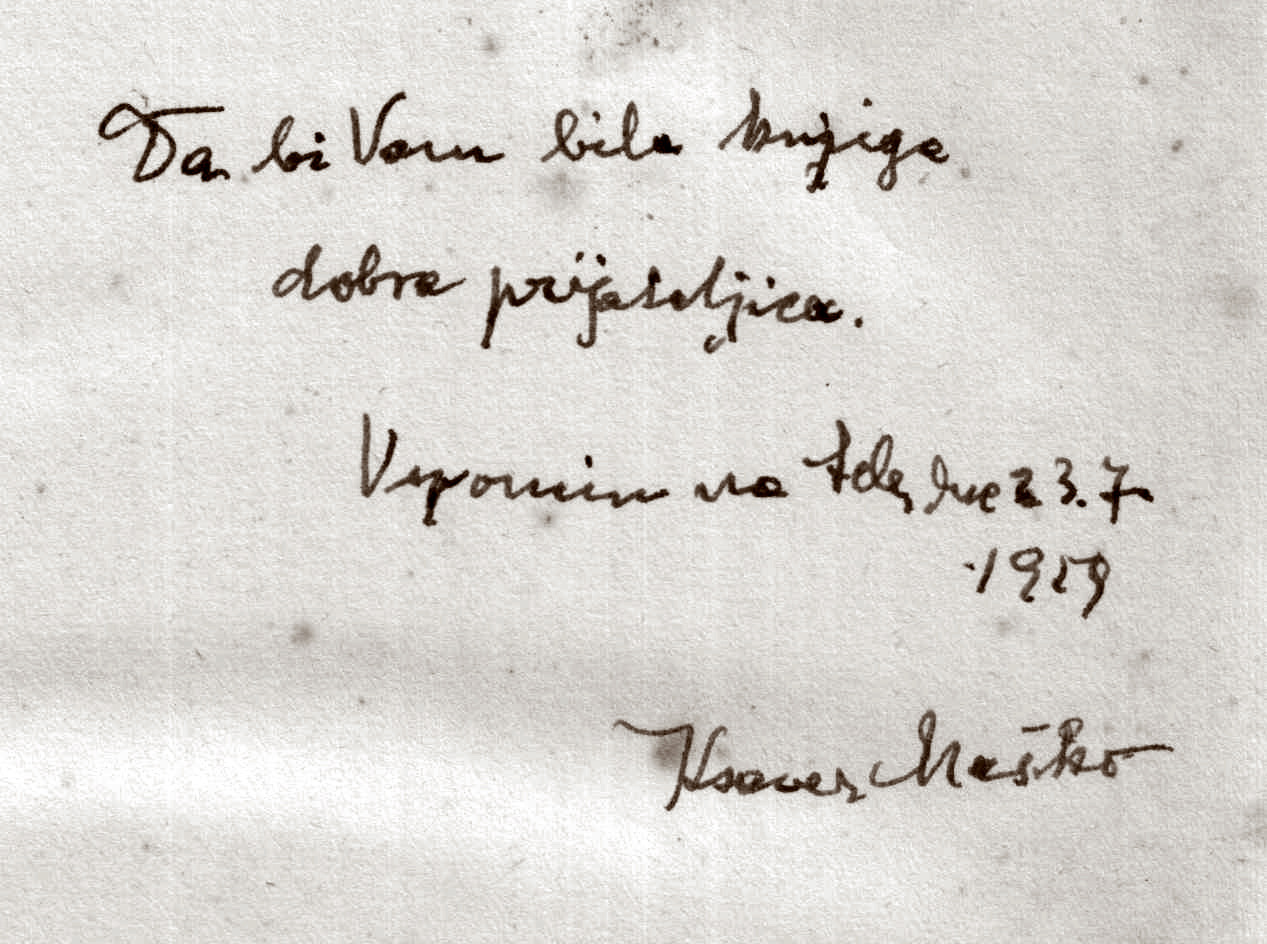
Handschriftliche Widmung mit den Worten: Dass das Buch Ihr guter Freund sei – Erinnerung an Sele 23.7.1959

Meško begann zunächst mit Gedichten, schrieb dann aber hauptsächlich Prosa. Seine realistischen Werke behandeln in katholischem und nationalem Geist Themen seiner slowenischen Heimat. Er verfasste auch Dramen und Kinderbücher. Seine Werke entstanden hauptsächlich vor 1945. Es gibt so gut wie keine Übersetzungen ins Deutsche.
- Slike in povesti, 1898
- Ob tihih večerih, 1904
- Mir božji, 1906
- Na Poljani, 1907
- Na smrt obsojeni? Dramatska slika v treh dejanjih, 1908
- Črna smrt, 1911
- Mladim srcem I, 1911
- Mladim srcem II, 1914
- Povesti in slike, 1914
- Mati. Dramatska slika v treh dejanjih, 1914
- Dve sliki, 1916
- Njiva, 1916
- Slike, 1918
- Mladim srcem III, 1922
- Volk spokornik in druge povesti za mladino, 1922
- Naše življenje, 1922
- Listki, 1924
- Našim malim, 1925
- Maldini, 1927
- Legende o sv. Frančišku, 1927
- Kam ploveme, 1927
- Črtice, 1931
- Henrik, gobavi vitez. Božični misterij v 4 slikah, 1934
- Pasijon. Velikonočni misterij v 7 skrivnostih in s 3 podobami, 1936
- Pri Hrastovih. Drama v treh dejanjih, 1939
- Das Recht des alten Matthias, dt. 1940
- Mladim srcem IV, 1940
- Dela 1, 1940
- Pridige, 1944
- Iz srca in sveta, 1945
- Novele, 1946
- Romance in povesti, 1948
- V koroških gorah. Novelle, 1950
- Požgana Radovan in druge zgodbe, 1950
- Mladim srcem V, 1951
- Izbrano delo I-VI, 1954–1960
- V kresni noči, 1957
- Poljančev Cencek in druge zgodbe za mladino, 1957
- Duhovnik s svojim Bogom, 1960
- Mladim srcem VI, 1964